# Serra de Blancafort
La Serra de Blancafort és una serra situada al municipi d'Os de Balaguer (Noguera), amb una elevació màxima de 923 metres.